# Dai Qingyao
Dai Qingyao (chiń. 戴卿尧; ur. 26 września 1991 w Szanghaju) – chiński siatkarz grający na pozycji atakującego lub przyjmującego; reprezentant Chin.
Karierę klubową rozpoczął w chińskim klubie Szanghaj, z którym zdobył tytuły mistrza Chin.
Z reprezentacją juniorów zdobył srebrny medal na Mistrzostwach Azji Kadetów w 2008 roku. Do reprezentacji seniorskiej powołany został w 2009 roku na Ligę Światową i Memoriał Huberta Jerzego Wagnera 2009. Znalazł się w składzie reprezentacji na Mistrzostwa Azji.